# Condado de Nye
Nye es un condado localizado en el estado estadounidense de Nevada. De acuerdo con el censo de los Estados Unidos del 2000, su población era de 32.485 habitantes. En el año 2007, su población estimada fue de 46.308 habitantes. Con sus 47.032 km², Nye es el tercer mayor condado por superficie de los Estados Unidos, excluyendo los boroughs de Alaska. La sede del condado es la ciudad de Tonopah. El "centro de población" (punto geográfico más cercano a todos los habitantes de una región, por término medio) de Nevada se encuentra en el condado de Nye, muy cerca de Yucca Mountain. La mayor comunidad del condado de Nye es Pahrump, una ciudad no incorporada.
El Nevada Test Site y el proyectado depósito de residuos radiactivos de Yucca Mountain está localizado en la parte sudoeste del condado y es el centro de una gran controversia política y pública en el estado. El gobierno federal posee el 92 por ciento de las tierras del condado, lo que también es sujeto de polémica por parte del condado y del estado.
El condado presenta varias áreas ambientalmente sensibles, incluyendo el Refugio nacional de vida silvestre de Ash Meadows, el Valle del río Blanco y una parte del parque nacional del Valle de la Muerte. Los visitantes del valle de la Muerte a menudo de alojan en Beatty o Amargosa Valley.
El condado no tiene ciudades incorporadas. La sede del gobierno en Tonopah se encuentra a 250 km de Pahrump, donde reside aproximadamente el 86% de la población del condado.
El condado de Nye es uno de los 11 condados de Nevada donde la prostitución es legal, y algunos estudios muestran que la prostitución ha tenido un impacto positivo en la economía local.
La sede del gobierno en Tonopah está a 260 km de Pahrump, en donde reside un 86 % de la población del condado. El Condado de Nye es apodado como "El Reino de Nye" (del inglés: "The Kingdom of Nye"), del programa de radio Coast to Coast AM, presentado por el residente de Pahrump, Art Bell.

## Historia
El condado de Nye fue creado en 1864 y nombrado así en honor a James W. Nye, que sirvió como gobernador del Territorio de Nevada y posteriormente como Senador por el estado de Nevada. La primera sede del condado fue Ione en 1864, seguida por Belmont en 1867 y finalmente por Tonopah en 1905.
El primer auge del condado llegó a principios del siglo XX, cuando Rhyolite y Tonopah, así como Goldfield en el cercano condado de Esmeralda experimentaban todos un fuerte incremento de la minería. En 1906, Goldfield tenía 30.000 residentes, Tonopah tenía casi 10.000 personas y Rhyolite alcanzó su punto máximo en aproximadamente 10.000 habitantes. Todas estas ciudades fueron unidas por el ferrocarril de Tidewater y Tonopah.
Tras el auge inicial, el condado de Nye se marchitó. Hacia 1910, la población había caído a plomo hasta aproximadamente 7.500 habitantes, antes de hundirse a cerca de 3.000 a mediados de siglo. No fue hasta el desarrollo del centro de pruebas que la población se estabilizó, y el crecimiento significativo no ocurrió hasta los años 1990, cuando Pahrump se convirtió en una ciudad dormitorio de Las Vegas.
Cada cierto tiempo hay discusiones sobre la posibilidad de trasladar la capital del condado hacia el sur, a Pahrump, o separar la parte del sur del condado, pero ninguna de estas ideas parece tener apoyo suficiente en el gobierno estatal o del condado.

## Geografía
Según la Oficina del Censo estadounidense, el condado tiene un área total de 47.032 km². De éstos, 47.001 km² son tierra y 31 km² (el 0,07%) son agua.
El condado de Nye está localizado en la parte central del sur de Nevada, y, dada su historia nuclear, algunos encuentran interesante que su forma pueda ser vista en cierta medida como una nube en forma de hongo. Nye es el condado de mayor tamaño de Nevada y el tercer condado de mayor superficie en los Estados Unidos continentales (EE. UU. sin Alaska y Hawái), después de condado de San Bernardino en California y el condado de Coconino en Arizona. Con un área de tierra de 47.000 km², el condado de Nye es más grande que la superficie total combinada de los estados de Massachusetts, Rhode Island, Nueva Jersey y Delaware. De esta enorme área de tierra, solo 3.329 km², el siete por ciento del total, son de propiedad privada; la mayoría de la tierra del condado es propiedad del gobierno federal. Según la Oficina del Censo de los Estados Unidos la extensión censal del condado n.º 9805, con un área de tierra de 10.943,7745 kilómetros cuadrados, incluido el Nevada Test Site y la parte del condado de Nye del Nevada Test and Training Range, es la extensión censal más grande en los Estados Unidos que no tiene absolutamente ninguna población residente (en el censo del 2000).
La ciudad de Las Vegas, en el condado de Clark, se encuentra a 160 km al sudeste de Yucca Mountain. Muchos residentes de Pahrump viajan diariamente a su lugar de trabajo en Las Vegas casi 100 km en cada dirección vía Nevada State Route 160, que en la mayor parte de su recorrido es una autopista de dos calzadas de cuatro carriles.

### Principales autopistas
El condado de Nye tiene un amplio tramo de la U.S. Route 95, la principal carretera que une el centro demográfico del estado en Las Vegas con la capital estatal en Carson City. Beatty y Tonopah dependen en gran medida del tránsito rodado para sostener sus economías. Desde 2006, un promedio de 2.000 coches diarios circuló por la U.S. Route 95 cerca de Tonopah.
- U.S. Route 6
- U.S. Route 95
- State Route 160
- State Route 373

### Condados adyacentes
- Condado de Churchill - Noroeste
- Condado de Lander - Norte
- Condado de Eureka - Norte
- Condado de White Pine - Nordeste
- Condado de Lincoln - Este
- Condado de Clark - Este
- Condado de Esmeralda - Oeste
- Condado de Mineral - Oeste
- Condado de Inyo (California) - Sur

### Áreas protegidas
En el condado se encuentran las siguientes áreas protegidas de carácter Nacional:
- Refugio nacional de vida silvestre de Ash Meadows.
- Parque nacional del Valle de la Muerte (parte).
- Bosque nacional Humboldt-Toiyabe (parte).

## Demografía
Según el censo del 2000, había 32.485 personas, 13.309 viviendas y 9.063 familias residiendo en el condado. La densidad de población era de 1 persona por kilómetro cuadrado. Había 15.934 unidades de alojamiento con una densidad media de 0,35 por km².
En 2006 había 42.693 personas que vivían en el condado de Nye, lo que representa un crecimiento del 31,3% desde el 2000. Esta tasa de crecimiento fue ligeramente más alta que la registrada durante el mismo período en el condado de Clark, donde se encuentra la ciudad de Las Vegas.
En el año 2006, la composición racial del condado era de un 92,8% blancos, 1,8% negros o afroamericanos, 1,7% nativos americanos, 1,1% asiáticos, 0,3% isleños del Pacífico y un 2,2% de dos o más razas. El 11,4% de la población era de origen hispano o latino de cualquier raza. Aunque el área de Pahrump creció gracias a su proximidad con la ciudad de Las Vegas, la composición racial del condado de Nye es muy distinta de la distribución racial del condado de Clark.
En las 13.309 viviendas existentes en el año 2000, un 26,4% tenía niños menores de 18 años de edad viviendo en ellas, un 56,30% eran parejas casadas viviendo juntas, un 7,40% era una mujer cabeza de familia sin marido presente y un 31,90% no eran familias. El 25,70% de todas las viviendas estaba habitada por una sola persona y el 10,30% tenía a una persona viviendo sola con 65 años de edad o más. El tamaño medio de las viviendas era 2,42 y el tamaño medio de familia era 2,90.
En el condado la población estaba compuesta por un 23,70% de personas con menos de 18 años de edad, un 5,40% de 18 a 24 años, un 24,00% de 25 a 44, un 28,50% de 45 a 64 años y un 18,40% con 65 o más años de edad. La edad media era de 43 años. Por cada 100 mujeres había 105,10 varones. Por cada mujer de 18 años de edad o más, había 104,70 varones.
Los ingresos medios de una vivienda del condado eran 36.024$, y los ingresos medios de una familia eran 41.642$. Los varones tenían unos ingresos medios de 37.276$ frente a los 22.394$ de las mujeres. La renta per cápita en el condado eran 17.962$. Aproximadamente el 7,30% de familias y el 10,70% de la población estaba por debajo del umbral de la pobreza, de los que el 13,10% tenía menos de 18 años de edad y el 8,30% tenía 65 años de edad o más.
Como muchos condados rurales del Oeste de los Estados Unidos, el condado de Nye experimenta una relativamente alta media de suicidios. De acuerdo con el CDC (Centers for Disease Control and Prevention), la media anual de suicidios en el condado de Nye fue de 28,7561 por cada 100.000 personas entre los años 1989-1998, el período más reciente durante el cual los datos están disponibles. Fue la tercera más alta entre los condados de Nevada, detrás del condado de White Pine (34,3058) y del condado de Lyon (30,8917), pero por encima de la media total de 22,96 de Nevada, que tiene la mayor de la nación.

### Ciudades

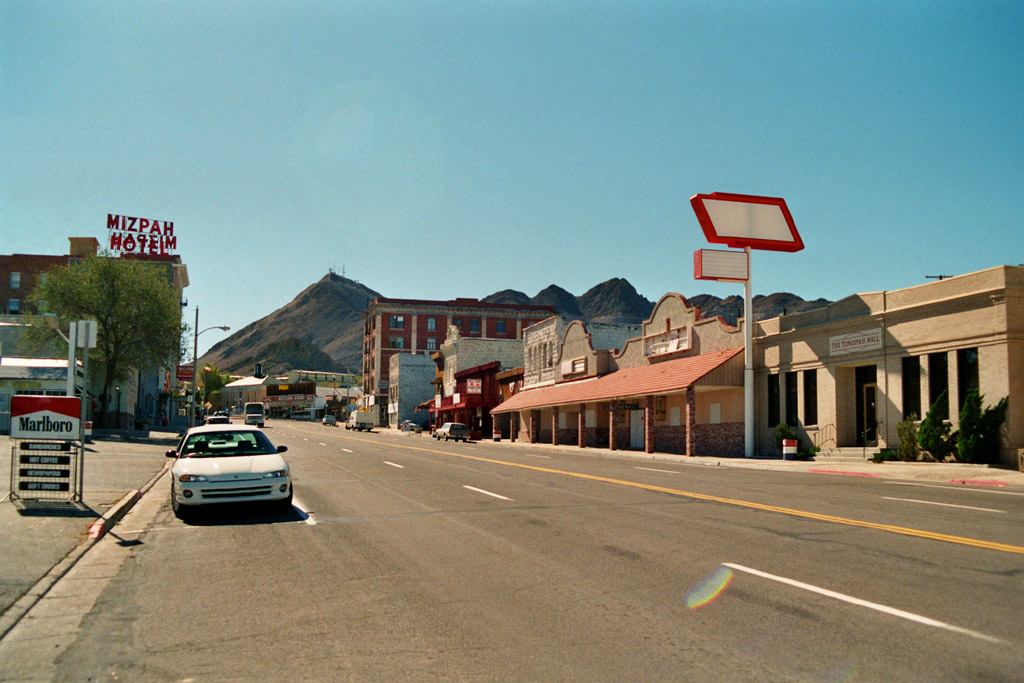
Vista de la ciudad de Tonopah.

| Poblados y ciudades no incorporadas | Ciudades fantasma                                                                    |
| --- | ------------------------------------------------------------------------------------ |
| - Amargosa Valley - Beatty - Carvers - Crystal - Currant - Duckwater - Gabbs - Hadley - Lockes - Manhattan - Mercury - Pahrump - Round Mtn. - Scotty's Junction - Sunnyside - Tonopah | - Belmont - Berlin - Cactus Springs - Ione - Nyala - Potts - Rhyolite - Warm Springs |